# Le Croque-monstres Show
Le Croque-monstres Show ou Les Croque-monstres (Groovie Goolies) est une série télévisée d'animation américaine en seize épisodes de 25 minutes produite par Filmation et diffusée du 12 septembre au 26 décembre 1970 sur le réseau CBS.
Elle met en scène de façon humoristique les personnages traditionnels des films d'horreur : Dracula, Frankenstein, le loup-garou, la momie. La série met également en scène de façon récurrente le personnage de Sabrina Spellman, issu de la série de comics Sabrina, l'apprentie sorcière de l'éditeur Archie Comics.
En France, la série a été diffusée à partir du 8 janvier 1983 sur Antenne 2 dans Récré A2, et au Québec à partir du 1er juillet 1985 à Super Écran.

## Synopsis
Frankenstein, Dracula, La Momie et Le Loup-Garou ainsi que d'autres monstres vivent dans un manoir où ils vivent des mésaventures rocambolesques.

## Distribution

### Voix originales
- Larry Storch : Drac
- John Erwin : la Momie
- Larry D. Mann : Batso
- Howard Morris : Dr Jekyll
- Don Messick : cousin Ambrose
- Dal McKennon

### Voix françaises
- Roger Carel : Drac / Agatha
- Francis Lax : Frankie / la Momie
- Gérard Hernandez : Tilou / l'Empereur
- Claude Chantal : Bella Spectrale / Sabrina Spellman

## Épisodes
1. Un, deux, trois (1-2-3)
2. Cling Clang (Cling Clang)
3. La Surprise du chef (What's in the Bag)
4. Les Croque-montres en pique-nique (Goolie Picnic)
5. Le Jardin des Croque-montres (Goolie Garden)
6. Un repas de monstres (Feed the Ghost Some Garlic)
7. Frankie (Frankie)
8. Nuisances (Noises)
9. Un trio d'enfer (Monster Trio)
10. Le Swing des Croque-montres (Goolie Swing)
11. Une infusion maléfique (Witches Brew)
12. La Rentrée des monstres (Gool School)
13. Ombres (Shadows)
14. Un amour de jeunesse (Save Your Good Lovin' for Me)
15. Mon cœur (Darlin' Darlin)
16. À la rencontre des Croque-monstres (At the First Annual Semi Formal Combination Meet the Monster Population Party)